# Wijkia madagassa
Wijkia madagassa là một loài Rêu trong họ Sematophyllaceae. Loài này được (Thér.) H.A. Crum miêu tả khoa học đầu tiên năm 1971.